# Extension de Galois
En mathématiques, une extension de Galois (parfois nommée extension galoisienne) est une extension normale séparable.
L'ensemble des automorphismes de l'extension possède une structure de groupe appelée groupe de Galois. Cette structure de groupe caractérise l'extension, ainsi que ses sous-corps.
Les extensions de Galois sont des structures largement utilisées pour la démonstration de théorèmes en théorie algébrique des nombres, comme le dernier théorème de Fermat, ou en théorie de Galois pure, comme le théorème d'Abel-Ruffini.

## Motivation

### Les problèmes initiaux

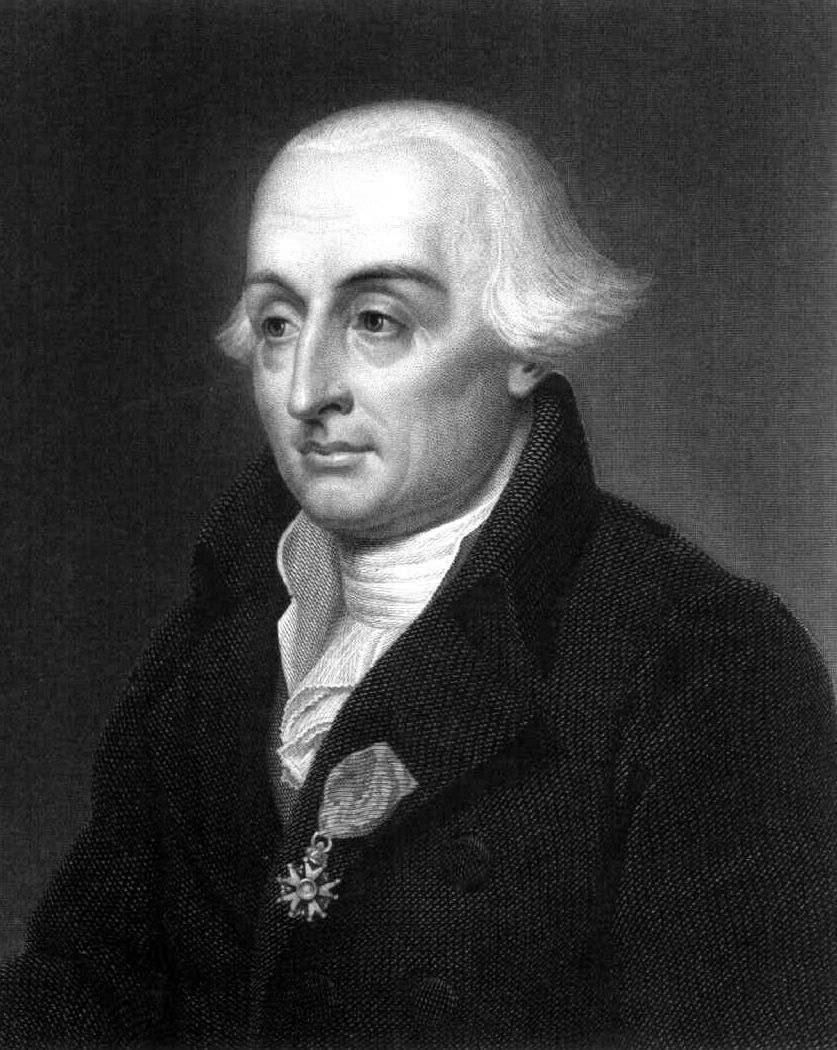
Joseph-Louis Lagrange (1736-1813).

La démarche qui débouche sur la notion d'extension de Galois provient de la volonté de résoudre des conjectures, souvent vieilles et provenant de différentes branches des mathématiques : l'algèbre avec l'étude des équations algébriques et particulièrement les équations polynomiales, la géométrie avec initialement les problèmes de la construction à la règle et au compas et particulièrement les trois grands problèmes de l'antiquité comme la duplication du cube et surtout les problèmes d'arithmétique comme le dernier théorème de Fermat.

### La philosophie de l'approche
Tous les problèmes initiaux cités s'expriment simplement, leurs énoncés ne demandent en effet qu'un niveau mathématique élémentaire. En revanche leurs résolutions ont demandé des siècles de patience. La raison réside dans le fait qu'une approche naïve ne permet pas d'appréhender les finesses qu'impliquent les énoncés. Pour apporter des solutions, il est nécessaire de comprendre les structures sous-jacentes à chacune de ces questions. Une analyse directe impose une démarche calculatoire trop complexe pour aboutir.
Quitte à augmenter le niveau d'abstraction, il apparaît alors nécessaire de définir des structures algébriques pures, bénéficiant de théorèmes puissants qui résolvent ces vieux problèmes.

### Cas de l'extension de Galois
Une extension de Galois est une construction algébrique utilisant trois structures, celle des groupes, celle des corps commutatifs et celle des espaces vectoriels.
La structure de groupe permet par exemple l'analyse des permutations des racines d'un polynôme. Or l'analyse des permutations est la clé de la recherche des solutions algébriques d'une équation polynomiale. Dans le cas de l'équation quintique ou équation du cinquième degré, il existe 120 permutations possibles. Trouver quelles permutations utiliser et dans quel ordre, est apparu comme un problème combinatoire d'une complexité trop grande pour les mathématiciens comme Joseph-Louis Lagrange qui se sont penchés sur cette question.
L'analyse systématique des groupes finis non plus sous un axe combinatoire, mais avec une approche abstraite permet, en échange d'une montée en abstraction, une résolution calculatoirement relativement simple par exemple pour le cas de l'équation quintique. Ludwig Sylow démontre les trois théorèmes qui terminent élégamment l'analyse des équations polynomiales.

### Un théorème fondamental
L'extension de Galois est archétypale de cette approche algébrique pure. Et cette structure dispose d'un théorème puissant, à la base de toutes les résolutions modernes des différents problèmes cités. C'est le théorème fondamental de la théorie de Galois. Ce théorème établit une relation entre un corps et un groupe. Il permet d'établir un pont entre la théorie des groupes et les problèmes d'algèbre, de géométrie ou d'arithmétique étudiés. Dans l'énoncé du théorème fondamental, le corps, le groupe et la correspondance entre les deux sont abstraits. En échange de cette abstraction, l'extension de Galois offre un cadre très général à l'étude de nombreux problèmes.

## Histoire

### À l'origine de l'abstraction: les groupes

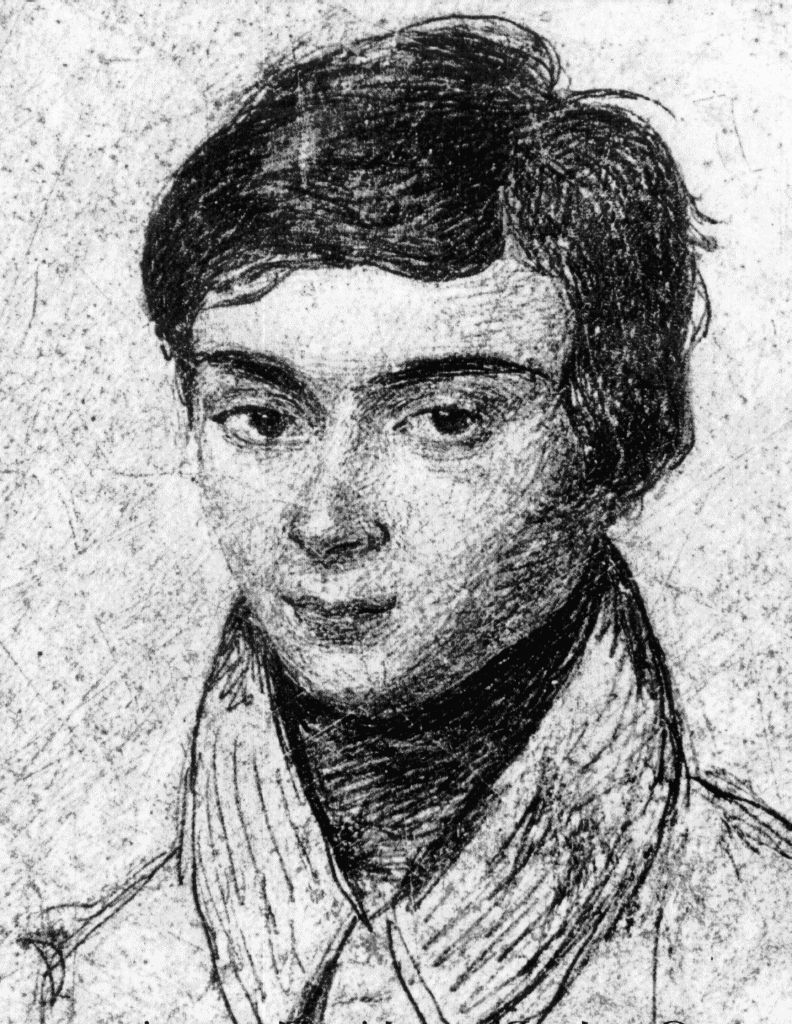
Évariste Galois (1811-1832).

Ce sont les polynômes qui ont initialisé la démarche qui finit par la construction des extensions de Galois. Lagrange remarque que la résolution d'une équation polynomiale par une méthode algébrique est intimement liée à l'étude de certaines permutations dans l'ensemble des racines. Il établit alors un premier théorème, qui est maintenant généralisé à tous les groupes finis sous le nom de théorème de Lagrange. Paolo Ruffini étudie plus spécifiquement le groupe des permutations d'ordre cinq, établit des résultats importants comme l'existence d'un sous-groupe d'ordre cinq et est le premier convaincu de l'impossibilité de la résolution générale d'une équation quintique. Si l'analyse systématique des groupes de permutations est démarrée, elle est néanmoins insuffisante pour conclure.

### Algèbre et géométrie
À l'aube du XIXe siècle, Carl Friedrich Gauss établit un nouveau lien entre l'algèbre des polynômes et la géométrie. Il met en évidence le lien entre les polynômes cyclotomiques et la construction à la règle et au compas de polygones réguliers. Ces travaux permettent la construction du polygone régulier à 17 côtés. Si Gauss a l'intuition que cette démarche permet la résolution des trois grands problèmes de l'antiquité, il faut néanmoins attendre le théorème de Gauss-Wantzel pour conclure.

### La structure de groupe abstraite
La naissance de l'algèbre moderne est généralement attribuée à Évariste Galois. Il est en effet le premier à utiliser une démarche totalement abstraite et à parler de la structure de groupe en général. Après sa mort, ces travaux sont redécouverts en 1843 par Joseph Liouville, qui les publie. L'algèbre abstraite entre alors dans le domaine de l'arithmétique et Liouville utilise cette théorie pour réaliser une percée majeure en 1844 dans le domaine de la théorie des nombres en démontrant l'existence de nombres transcendants.

### La structure d'anneau et de corps
Pour obtenir de nouvelles percées dans le domaine de l'arithmétique, Ernst Kummer poursuit les travaux de Gauss sur les polynômes cyclotomiques, met en évidence la notion de nombre complexe idéal et prouve dans de nombreux cas le dernier théorème de Fermat. Une démarche analogue à celle des groupes permet petit à petit de dégager la notion abstraite d'anneau et de corps commutatif, elle apparaît pour la première fois sous la plume de Richard Dedekind.
La formalisation moderne de la structure d'anneau provient d'une synthèse de David Hilbert. Elle contient l'origine de la théorie des corps de classes. La théorie générale des corps apparaît plus tard, à la suite des travaux de Ernst Steinitz. Cette théorie contient les concepts modernes comme ceux d'extension de corps, de degré d'une extension ou d'extension séparable. La formalisation actuelle de l'extension de Galois et du théorème fondamental de la théorie de Galois est l'œuvre d'Emil Artin.

## Définitions et exemples

### Définitions
Dans la suite de l'article K est un corps, L une extension algébrique de K, et Ω une clôture algébrique de K. L est identifié à un sous-corps de Ω, ce qui, dans le cas où l'extension est finie, ne nuit en rien à la généralité de l'exposé comme indiqué dans l'article clôture algébrique d'une extension.
- L'extension est dite normale si tout morphisme de L dans Ω laissant K invariant est un automorphisme de L.
Remarque : un morphisme de corps est toujours injectif. Le morphisme est aussi un morphisme d'espaces vectoriels car L dispose d'une structure d'espace vectoriel sur K. Donc, si L est une extension finie, alors il suffit que le morphisme ait une image incluse dans L pour qu'un argument de dimension prouve la surjectivité.
- L'extension est dite de Galois ou galoisienne si elle est normale et séparable.
Remarque : l'extension L de K est dite séparable si le polynôme minimal sur K de tout élément de L n'a aucune racine multiple dans Ω. L'article sur les extensions algébriques évoque succinctement l'existence d'un polynôme minimal. Si K est un corps parfait (par exemple s'il est de caractéristique 0 ou si c'est un corps fini), alors L est toujours séparable sur K.
- L'ensemble des automorphismes de L qui laissent K invariant, muni de la loi de composition des applications, forme un groupe appelé le groupe de Galois de l'extension et est souvent noté Gal(L/K).

### Exemples
Le corps des nombres complexes est une extension de Galois du corps des nombres réels. C'est une extension simple (c’est-à-dire engendrée par le corps des nombres réels et un seul élément supplémentaire) dont le groupe de Galois est le groupe cyclique d'ordre 2.
L'extension simple engendrée par la racine cubique de deux sur le corps des rationnels n'est pas une extension de Galois. En effet, ce corps ne contient pas toutes les racines, il existe donc un morphisme de L dont l'image n'est pas L.
L'extension engendrée par la racine cubique de deux et 'j' (une racine cubique complexe de l'unité) sur le corps des rationnels est une extension de Galois.

## Propriétés

### Propriétés élémentaires
On suppose dans cette section que l'extension L sur K est finie.
- L'ordre du groupe de Galois est inférieur ou égal au degré de l'extension, et lui est égal si et seulement si l'extension est galoisienne.
- L'extension est normale si et seulement si le polynôme minimal sur K de tout élément de L est scindé sur L.

### Théorème fondamental de la théorie de Galois
Il existe une correspondance entre les corps intermédiaires d'une extension finie galoisienne et les sous-groupes de son groupe de Galois. Dans le cadre de la théorie des extensions finies, cette correspondance est un résultat fondamental de la théorie de Galois. Trois propriétés fondent cette correspondance :
1. Lemme d'Artin — Soient L un corps, G un groupe fini d'automorphismes de L, de cardinal n, et K le sous-corps des éléments fixés par chaque élément de G. Alors L est une extension galoisienne de K, de degré n.
2. Si L est une extension galoisienne de K et si F est un corps intermédiaire (K ⊂ F ⊂ L), alors L est une extension galoisienne de F et Gal(L/F) est le sous-groupe de Gal(L/K) constitué des éléments qui laissent F invariant.
3. Si L est une extension galoisienne finie[10] de K, alors le sous-corps des éléments de L fixés par tous les éléments de Gal(L/K) est réduit à K.

Soient L une extension galoisienne finie de K et G son groupe de Galois. Pour tout sous-groupe H de G, on note LH le sous-corps de L constitué des éléments fixés par chaque élément de H. Les propositions précédentes sont utilisées dans l'article détaillé pour démontrer le théorème fondamental de la théorie de Galois :
L est une extension galoisienne de LH et H est le groupe de Galois associé.
L'application qui à chaque H associe LH est une bijection de l'ensemble des sous-groupes de G dans l'ensemble des corps intermédiaires compris entre K et L.
L'extension LH de K est galoisienne si et seulement si H est un sous-groupe distingué de G. Alors, le groupe de Galois de cette extension est isomorphe au groupe quotient G/H.
Le cas général. Si on ne suppose plus l'extension finie, le groupe de Galois Gal(L/K), c'est-à-dire le groupe des K-automorphismes de L, est un groupe profini (limite projective de groupes finis), muni de la topologie profinie. Le théorème fondamental s'énonce comme dans le cas fini, en remplaçant sous-groupes par sous-groupes fermés. Les sous-extensions galoisiennes finies correspondent aux sous-groupes ouverts de Gal(L/K).